# Standish, Greater Manchester
Standish är en stad i Wigan i Greater Manchester i England. Orten har 14 350 invånare (2001).